# Boudouaou El Bahri
Boudouaou El Bahri là một đô thị thuộc tỉnh Boumerdès, Algérie. Dân số thời điểm năm 2002 là 10.512 người.